# Charles des Moulins
Charles des Moulins (1798 – 1875) è stato un botanico francese.